# Аравийские диалекты арабского языка
Аравийские диалекты арабского языка (араб. لهجات جزيرة العرب‎) — группа разновидностей арабского языка, распространённая в странах Аравийского полуострова: Саудовской Аравии, Йемене, Омане, ОАЭ, Кувейте, Катаре, Бахрейне, а также в близлежащих странах.
К диалектам аравийской разновидности арабского относятся: недждийские диалекты (центральный, северный и южный), хиджазские диалекты (северный, южный, прибрежной Тихамы, долинной Тихамы), йеменские диалекты (северойеменский, южнойеменский, хадрамаутский), оманский диалект, диалект бахарна, диалекты Персидского залива (кувейтский, бахрейнский, катарский), еврейско-йеменские диалекты.
Из-за того, что классический арабский язык (фусха) сформировался на основе хиджазского говора, аравийские диалекты являются наиболее близкими к литературному арабскому языку.
Согласно классификации Брюса Ингама (англ. Bruce Ingham) и Хейкки Палвы (фин. Heikki Palva), аравийские диалекты делятся на четыре группы:
1. Северо-восточные диалекты: диалекты Неджда, крупных племён аназа и шаммар. Эти диалекты делятся на три подгруппы:
  - диалекты племени аназа: диалекты Кувейта, Бахрейна и др. стран Персидского залива.
  - диалекты племени шаммар, включая бедуинские диалекты Ирака.
  - сиро-месопотамские бедуинские диалекты, включая бедуинские диалекты северного Израиля и Иордании, а также диалект племени давагра на севере Синайского полуострова.
2. Южноаравийские (юго-западные) диалекты: диалекты Йемена, Хадрамаута и Адена, а также диалект бахарна шиитов-бахрейнцев.
3. Хиджазские (западноаравийские) диалекты: диалекты бедуинов Хиджаза и Тихамы, городов Мекка и Медина.
4. Северо-западные диалекты: в эту группу входят диалекты Синайского полуострова и пустыни Негев, а также диалекты южной Иордании, восточного побережья Акабского залива и некоторые регионы на северо-западе Саудовской Аравии.